# Callimetopus degeneratus
Callimetopus degeneratus är en skalbaggsart som först beskrevs av Heller 1924.  Callimetopus degeneratus ingår i släktet Callimetopus och familjen långhorningar.
Artens utbredningsområde är Filippinerna. Inga underarter finns listade.